# Gottfried Zumoffen
Johann Joseph Gottfried Caesar Zumoffen SJ (* 2. Oktober 1845 in Salgesch; † 1. September 1928 in Beirut) war ein Schweizer Jesuit und Archäologe.

## Leben
Gottfried Zumoffen war der Sohn des Prokurators Joseph Zumoffen und dessen Ehefrau Anna Maria, geb. Cina.
Er besuchte, nach der Primarschule, von 1861 bis 1862 das Lehrerseminar in Sitten und war anschliessend Primarlehrer in Salgesch.
Von 1868 bis 1871 war er Schüler am Kollegium Brig, beendete dieses jedoch aus finanziellen Gründen nicht, sondern trat am 21. April 1871 in den Jesuiten-Orden ein und  leistete von 1871 bis 1873 sein Noviziat in Lons-le-Saunier. Von 1873 bis 1874 besuchte er erneut ein Gymnasium in Lons-le-Saunier und begann im Anschluss ein Studium der Philosophie in Vals-près-le-Puy, das er 1877 beendete; darauf folgten von 1877 bis 1880 der Besuch des Magisteriums oder Interstiz in Dole und ein Theologiestudium von 1880 bis 1884 im nordwalisischen Mold; dort wurde er auch am 19. Mai 1883 zum Priester geweiht. Sein Tertiat verbrachte er von 1884 bis 1885 in Slough in England.
1885 wurde er Präfekt des jesuitischen Collège d’Arc in Dole und war dann von 1886 bis 1889 Französischlehrer und Bibliothekar der Mission in Sivas im Osmanischen Reich, hier erlernte er auch die türkische Sprache.
1889 wurde er an die Hochschule Université Saint-Joseph des Ordens nach Beirut berufen; dort war er Konviktspräfekt und betrieb arabische Sprachstudien bis 1895, daran schloss sich von 1895 bis 1914 eine Tätigkeit als Dozent für Physik, Chemie und Naturgeschichte an der Universität in Beirut an. Weil nach dem Ausbruch des Ersten Weltkriegs die Jesuiten den Libanon verlassen mussten, war er von 1914 bis 1919 Dozent für Chemie und Physik im Jesuitenkolleg in Kairo und ging danach zurück an die Universität Beirut.
Seine zunächst geologisch motivierten Untersuchungen im Libanon führten dann fast zwangsläufig auch zur erstmaligen Entdeckung archäologischer Fundstellen, darunter Nahr Ibrahim und Ksar Akil. Er wurde mit seinen geologischen, paläontologischen und archäologischen Feldforschungen (Géologie du Liban, 1926) bekannt und gilt als Begründer der Erforschung der Steinzeit im Libanon, vor allem der vorphönizischen Kulturgruppe des Yabrudien (100.000 v. Chr.). Er fertigte die erste geologische Karte des Libanon und verfasste ein Buch über dessen Vorgeschichte, La Phénicie avant les phéniciens: l'âge de la pierre.
Auf ungefähr halbem Weg zwischen den beiden südlibanesischen Städten Sidon und Tyros liegt in rund einem Kilometer Entfernung von der Mittelmeerküste der Ort Aadloun. Zwischen  der Siedlung und der Küste zieht sich ein 1,2 Kilometer langes und 20–30 Meter hohes Kliff hin, das mit Höhlen, Felsschutzdächern und Steinbrüchen durchsetzt ist. In unmittelbarer Nähe der Höhle Mugharet-el-Bezez befindet sich ein Felsschutzdach, das im Jahre 1945 vom französischen Jesuitenpater Dr. Henri Fleisch (1904–1985) als jene Fundstelle identifiziert werden konnte, an der kurz vor der Jahrhundertwende 1898 und in den Folgejahren 1900 und 1908 Gottfried Zumoffen erste Sondierungen vorgenommen hatte.

## Ehrungen
- Als die beiden englischen Archäologinnen Dorothy Annie Elizabeth Garrod und Diana Kirkbride im Februar und März 1958 eine Grabungskampagne in Aadloun durchführten, gaben sie der von ihnen nachuntersuchten Fundstelle in Erinnerung an deren Entdecker den Namen Abri Zumoffen.
- Augmented Reality Kunst-Denkmal von Sarah Montani in Salgesch, siehe Ebener, Kay, "Die Vergangenheit in erweiterter Realität erleben: Das unsichtbare Gottfried-Zumoffen-Denkmal", Pomona, 29. Juni 2024  und Canal 9 TV: "Unsichtbares Denkmal – Der damalige Pionier Gottfried Zumoffen spaziert in Augmented Reality durch Salgesch"

## Schriften (Auswahl)
- La Phénicie avant les Phéniciens, Imp. Catholique, Beirut 1900.
- Géologie du Liban carte géologique du Liban, Barrère, Paris 1926.